# Que aquest sigui el vostre últim camp de batalla
"Que aquest sigui el vostre últim camp de batalla" (títol original en anglès "Let That Be Your Last Battlefield") és el quinzè episodi de la tercera temporada de la sèrie de televisió de ciència-ficció estatunidenca Star Trek. Escrit per Oliver Crawford (basat en una història de Gene L. Coon, escrivint sota el seu pseudònim "Lee Cronin") i dirigit per Jud Taylor, es va emetre per primera vegada el 10 de gener. 1969.
A l'episodi, la Enterprise es troba amb dos supervivents d'un planeta devastat per la guerra, cadascun mig negre i mig blanc (encara que a costats oposats l'un de l'altre), cadascun compromès en destruir l'altre.
Les estrelles convidades de l'episodi són Lou Antonio i Frank Gorshin.

## Argument
La nau estel·lar de la Federació Enterprise té la missió d'ajudar a descontaminar l'atmosfera contaminada del planeta Ariannus, quan els sensors detectar una llançadora de la Federació que es va denunciar com a robada. La nau es porta a bord juntament amb el seu pilot alienígena, que s'identifica com a Lokai, un refugiat polític del planeta Cheron. La característica més sorprenent de Lokai és que la seva pell és de color negre a un costat del cos i de color blanc com el guix a l'altre.
Poc després, els sensors detecten una altra nau espacial a la recerca de l' Enterprise. La nau alienígena es desintegra, però no abans que el seu pilot, Bele, es transporti al pont de l’Enterprise. És de color blanc i negre, semblant a Lokai. Bele explica que està en una missió per recuperar els traïdors polítics. La seva recerca actual és Lokai, a qui ha estat perseguint durant 50.000 anys terrestres. Bele és portat a Lokai, i els dos comencen a discutir sobre la història dels seus pobles, inclòs si estava justificat que el poble de Bele dominés el poble de Lokai; els dos homes gairebé arriben a les mans.
Bele exigeix que el capità Kirk els porti a ell i en Lokai a Cheron. Kirk es nega, dient-li que haurà de presentar el seu cas a les autoritats de la Federació. Temps després, el vaixell canvia de rumb cap a Cheron, i Bele anuncia que la seva "voluntat" ha pres el control del vaixell. Quan Lokai demana la mort de Bele, Kirk ordena que tots dos siguin portats a la cel·la de la nau, però un camp de força generat pels dos alienígenes ho fa impossible. Sense cap altra manera de recuperar el control, Kirk amenaça amb destruir l' Enterprise i comença la seqüència d'autodestrucció de la nau. En els últims segons del compte enrere, Bele disminueix la velocitat i la nau reprèn el seu rumb cap a Ariannus.
Mentre en Bele continua enfadat pressionant el seu assumpte amb la Flota Estel·lar, revela l'origen del seu conflicte amb Lokai. Com ell, tota la gent de Bele a Cheron és negra al costat dret, mentre que la gent de Lokai és blanca al costat dret. La distinció es perd en els oficials de la nau, que pregunten si els queronians originals eren monocromàtics com la tripulació de l'Enterprise, i deixen la qüestió legal a les autoritats de la següent base estelar perquè decideixin, ja que la Federació no té tractats d'extradició amb Cheron, i el cas requereix un procés degut.
Un cop completada la missió d'Ariannus, Bele torna a prendre el control de l' Enterprise, aquesta vegada desactivant el sistema d'autodestrucció. Quan el vaixell arriba a Cheron, Spock no pot trobar cap senyal de vida intel·ligent. Lokai i Bele s'adonen que són els únics que queden dels seus pobles, que s'han aniquilat completament en la guerra civil. Enfurismats, s'ataquen mútuament, els seus camps de força amenacen amb danyar la nau. Lokai se separa, Bele el persegueix, tots dos imaginant traumàticament el seu planeta destruït mentre ho fan, i els dos finalment es dirigeixen al planeta. La tripulació del pont comenta tristament la seva falta de voluntat de renunciar al seu odi.

## Doblatge al català
L’episodi va ser doblat al català pels estudis Tecni-3 (primera part) i Diálogo (segona part) i emés a TV3 l’any 1989.
| Personatge                | Actor/actriu     | Veu en català                      |
| ------------------------- | ---------------- | ---------------------------------- |
| James T. Kirk             | William Shatner  | Jordi Boixaderas                   |
| Spock                     | Leonard Nimoy    | Isidre Sola i Llop                 |
| Leonard McCoy             | DeForest Kelley  | Eduard Lluís Muntada               |
| Montgomery Scott 'Scotty' | James Doohan     | Joan Carles Gustems Domènec Farell |
| Nyota Uhura               | Nichelle Nichols | Glòria Roig Azucena Díaz           |
| Hikaru Sulu               | George Takei     | Jaume Nadal Enric Cusí             |
| Pavel Chekov              | Walter Koenig    | Quim Roca Pep Madern               |
| Bele                      | Frank Gorshin    | Juan Lluch                         |
| Lokai                     | Lou Antonio      | Miquel Cors                        |

## Producció
El guió de la història es va desenvolupar a partir d'un esquema escrit per Gene L. Coon amb el seu pseudònim Lee Cronin. Aquest va ser l'últim episodi de Gene Coon.
Encara que a Gene Roddenberry li va agradar, va ser rebutjat inicialment per l'executiu de l'estudi de la NBC Stanley Robertson. L'aspecte dels alienígenes Bele i Lokai es va decidir només una setmana abans de començar el rodatge, basat en un comentari del director Jud Taylor. El maquillatge meitat blanc i meitat negre va provocar que l'episodi fos criticat com a maldestre.
El guió va evolucionar a partir d'un esquema de Barry Trivers per a un possible episodi de la primera temporada anomenat "A Portrait in Black and White". El guió es va acceptar per a la tercera temporada després de les retallades pressupostàries.
"Que aquest sigui el vostre últim camp de batalla" és important a l'univers Star Trek per ser la primera aparició d'un sistema d'autodestrucció (en contraposició a un procés d'autodestrucció improvisat). No va originar el concepte, que va aparèixer anteriorment a la pel·lícula Forbidden Planet (1956), però el sistema d'autodestrucció ha aparegut com un dispositiu argumental en moltes històries posteriors de Star Trek. Els codis de seqüència d'autodestrucció 11A, 11A2B, 1B2B3 i el codi final 000 destruct-0 de l'episodi es van utilitzar de nou textualment a Star Trek 3: A la recerca de Spock per destruir l’Enterprise en aquella pel·lícula.

## Recepció
El 2010, SciFiNow va classificar aquest com el novè millor episodi de la sèrie original.
Zack Handlen de The A.V. Club va donar a l'episodi una qualificació "C+", destacant positivament la maquillatge dels alienígenes i alguns "bons moments", però també va assenyalar que aquests van ser compensats per un missatge aclaparador. En el seu compendi de ressenyes de Star Trek, Trek Navigator, Mark A. Altman i Edward Gross van qualificar l'episodi de mediocre, descrivint el seu missatge com a obvi i maldestre. Van trobar alguns moments redemptors, com ara la persecució climàtica a la superfície del planeta en ruïnes i l'actuació de Gorshin com a Bele. Aquest episodi es considera un dels deu episodis principals de Star Trek que tracta el tema de la tolerància.
El 2016, The Hollywood Reporter va qualificar "Que aquest sigui el vostre últim camp de batalla" com l'11è millor episodi de totes les sèries de televisió de la franquícia de "Star Trek" abans de "Star Trek: Discovery", inclòses sèries d'imatge real i d'animació però sense comptar les pel·lícules.
Un article del 2016 a The New Yorker va assenyalar que aquest episodi era una dramatització sobre l'esclavitud i el racisme.
El 2017, ScreenRant va classificar "Que aquest sigui el vostre últim camp de batalla" com el setè episodi més optimista de la televisió Star Trek, assenyalant la reacció de la tripulació al final.
El 2016, SyFy va classificar les estrelles convidades Frank Gorshin i Lou Antonio (com a Bele i Lokai, els extraterrestres blancs i negres), com les 10es millors estrelles convidades de la sèrie original.
El 2018, Collider va classificar aquest episodi com el 12è millor episodi de sèrie original, i el mateix any, PopMatters va classificar aquest com el 19è millor episodi de la sèrie original.
El 2020, ScreenRant el va classificar com el 10è millor episodi de TOS per tornar a veure. Assenyalenn que a mesura que es presenten els dos personatges, cadascun apareix mig negre i mig blanc, però la tripulació d' Enterprise no entén la disputa entre els dos personatges.

## Llançaments
El 22 de març de 1981, aquest episodi es va publicar a CED VideoDisc, amb "La ciutat a la frontera del futur" al revers del disc.
Aquest episodi es va publicar al Japó el 21 de desembre de 1993 com a part del conjunt complet de LaserDisc de la temporada 3, Star Trek: Original Series log.3. També es va incloure un tràiler d'aquest i dels altres episodis, i l'episodi tenia pistes d'àudio en anglès i japonès. El títol de la portada era スター・トレック TVサードシーズン.
Aquest episodi es va incloure a la caixa de DVD remasteritzada de la temporada 3 de TOS, amb la versió remasteritzada d'aquest episodi..